# گل‌شکاف شکم‌دارچینی
گل‌شکاف شکم‌دارچینی (نام علمی: Diglossa baritula) نام یک گونه از سرده گل‌شکاف است.